# اللجنة الأولمبية الهندية

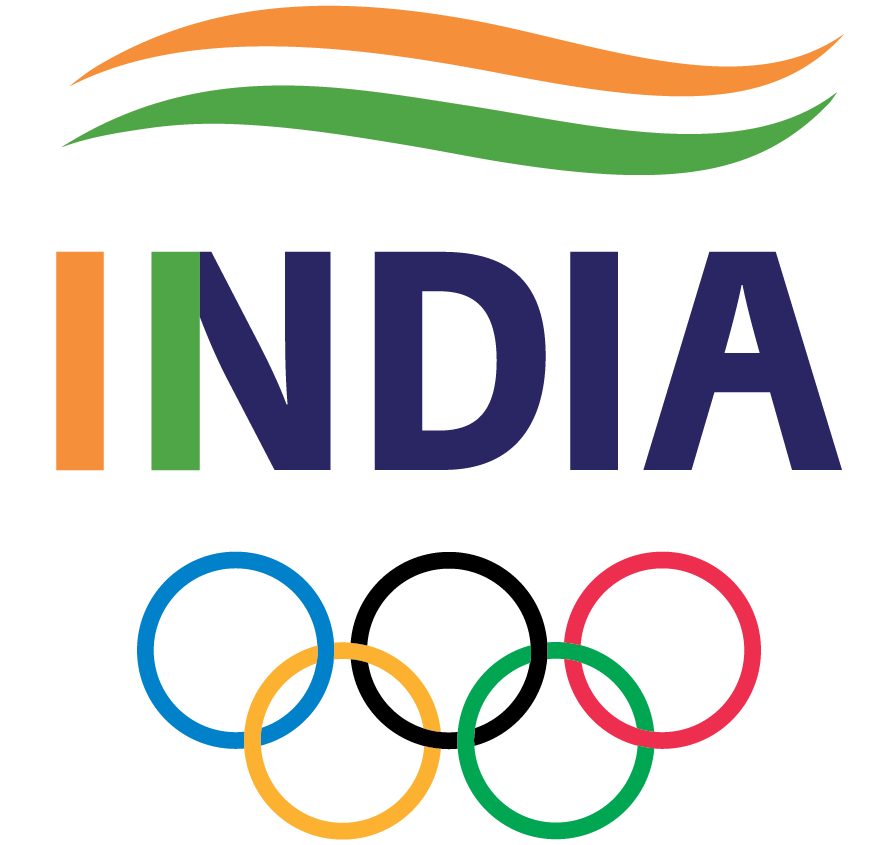
الهوية الجديدة للاتحاد الأولمبي الهندي

اللجنة الأولمبية الهندية: هي الهيئة المسؤولة عن اختيار الرياضيين لتمثيل الهند في دورة الألعاب الاولمبية ودورة الألعاب الاسيوية وغيرها من المسابقات الرياضية الدولية وإدارة الفرق الهندية في الأحداث. وهي تعمل أيضا باسم رابطة دورة ألعاب الكومنولث الهندي، المسؤولة عن اختيار الرياضيين لتمثيل الهند في دورة ألعاب الكومنولث.

## وصلات خارجية
- ^ Indian Olympic Association, International Olympic Committee web site maintained by the اللجنة الأولمبية الدولية، accessed 2005-04-02
- Official website
- "India chases ultimate Olympic glory" - سي إن إن.كوم article dated 25 April 2002
- Olympic 2020-Delhi Orkut Community